# Президентський фонд Леоніда Кучми «Україна»
Президентський фонд Леоніда Кучми «Україна» — благодійна організація, яка спрямована на гуманітарну діяльність для підтримки обдарованої молоді в Україні, а також — науково-експертну, аналітичну роботу та міжнародну співпрацю. Президентський фонд «Україна» був презентований 11 листопада 2004 року Леонідом Кучмою, який став головою Фонду і визначив перспективи діяльності:
|  | Думаю, що пріоритетом благодійницької діяльності Фонду стане підтримка молодих талантів, на які така щедра українська земля. ( Леонід Кучма) |

## Мета Фонду
Метою Президентського фонду Леоніда Кучми «Україна» є сприяння розбудові та консолідації громадянського суспільства, а також захисту прав і свобод людини і громадянина в Україні.

## Основні напрями діяльності
- підвищення культурного рівня та естетичного виховання громадян;
- організація та здійснення заходів з метою захисту культури, мистецтва та духовності,
- книговидання;
- підтримка талантів у сфері освіти;
- сприяння перспективній творчій молоді;
- підтримка сільських бібліотек.

## Програми фонду
- Книговидання
- Підтримка обдарованої молоді в Україні
- Пам'ять серця
- Підтримка сільських бібліотек[3]

### Книговидання
Система благодійних заходів у галузі книговидання спрямована на підвищенню ролі національного книговидання, що має сприяти духовному відродженні народу. Ця мета реалізується завдяки партнерству з видатними діячами науки, письменниками та видавництвами України і передбачає вкладання коштів у випуск книг, які необхідні в економіці, науці, культурі тощо. Книговидання присвячене такій тематиці:
- історико-культурна спадщина українського народу;
- література для дітей та юнацтва;
- науково-популярні видання;
- суспільно важливі друковані видання, які сприяють патріотичному вихованню співгромадян.[4]

### Підтримка обдарованої молоді в Україні
З метою здійснення цього напряму Програми розроблено комплекс заходів для підтримки:
- учнів загальноосвітніх шкіл — переможців міжнародних інтелектуальних змагань;
- студентів вищих навчальних закладів;
- обдарованих дітей та молоді у галузі мистецтва та культури, спорту.

Щоб виявити обдарованих дітей та молодь правління Фонду аналізує звернення до Фонду, проводить моніторинг засобів масової інформації.
Обдарованих дітей підтримують врученням грантів та стипендій, які засновує Фонд.
З метою здійснення цього напряму Програми розроблено комплекс заходів для підтримки:
- учнів загальноосвітніх шкіл — переможців міжнародних інтелектуальних змагань;
- студентів вищих навчальних закладів;
- обдарованих дітей та молоді у галузі мистецтва та культури, спорту.

Щоб виявити обдарованих дітей та молодь правління Фонду аналізує звернення до Фонду, проводить моніторинг засобів масової інформації.
Обдарованих дітей підтримують врученням грантів та стипендій, які засновує Фонд.

### Пам'ять серця
Напрям «Пам'ять серця» передбачає утвердження престижності української культури і національного мистецтва, виховання патріотичних почуттів до своєї країни, поваги до культурної спадщини, формує уміння протидіяти бездуховності, денаціоналізації й моральному виродженню. Одним із питання цього напряму є знайомство українців із найкращими зразками сучасної і класичної української культури. Цей напрям реалізується шляхом співробітництва з видатними діячами науки і культури, письменниками та видавництвами, творчими об'єднаннями і спілками, мистецькими та продюсерськими центрами, громадськими організаціями та благодійними фондами. Для реалізації програми:
- проводяться фестивалі, дні культури, виставки, ювілейні і святкові концерти та презентації;
- поширюється література, компакт-диски;
- проходять зустрічі з відомими сучасними письменниками, митцями;
- вшановуються визначні діячі української культури минулого, а також впорядковуються місця, пов'язані з їхнім життям та творчістю;

Інформація про програму поширюється на сайті, в мас-медіа, в мистецькому середовищі.

### Підтримка сільських бібліотек
Втілення в життя цього напряму Програми включає комплекс благодійних заходів з метою підтримки національних книговидавців; пропаганди української книги; поповнення книжкових фондів сільських бібліотек. Для реалізації програми було вивчено потреби читачів сільських бібліотек, проводиться моніторинг українського книговидання, проводяться зустрічі з читацьким активом.

## Діяльність Фонду
28.04 2005 — презентація книги Олександра Сизоненка «Советский солдат».

19.05.2005 — фінансування учнів Київського ліцею, які стали медалістами Міжнародної Менделєвської олімпіади.

17.11.2005 — Леонід Кучма видів щомісячну стипендію наймолодшому гросмейстеру світу Сергію Карякіну, який у 12-річному віці потрапив до Книги рекордів Гіннеса.

21.04.2006 — Напередодні 20-ї річниці Чорнобильської катастрофи Президентський фонд Леоніда Кучми «Україна» надав громадській організації «Фонд інвалідів Чорнобиля — 2» на проведення Вечора Пам'яті 8,5 тис. грн.

25.05.2006 — Леонід Кучма зустрівся зі студентами Київського міжнародного університету, які за сприяння Фонду «Україна» взяли участь у Конкурсі з права Європейського Союзу серед університетів країн Центральної та Східної Європи.

08.09.2006 — Леонід Кучма вручив іменні стипендії Фонду «Україна» студентам Національного авіаційного університету за підсумками 2005 навчального року.

12.10.2006 — Президентський фонд Леоніда Кучми «Україна» в рамках проекту «Сільські бібліотеки» поповнив книжковий фонд Великобагачанської центральної районної бібліотеки, що на Полтавщині.

23.10.2006 — Президентський фонд Леоніда Кучми «Україна» надав майже 21 тис. грн. благодійної допомоги авіамодельному гуртку Баришівського центру позашкільної роботи «Мрія» на придбання радіоапаратури керування моделями, комп'ютера, мікродвигунів, муфельної печі, компресора, аксесуарів для авіамоделей та пального.

23.01.2007 — Президентський фонд Леоніда Кучми «Україна» придбав 22 спортивні форми для гандбольної команди м. Ульяновка Кіровоградської області.

10.02.2007 — Президентський фонд Леоніда Кучми «Україна» взяв участь у проекті «Майстерня талантів», мета якого надати можливість дітям-сиротам 10 державних інтернатів України отримати досвід соціальної реалізації у мистецькій діяльності. Фонд Леоніда Кучми надав благодійну допомогу на придбання фарб, пензликів, паперу, картону, глини, ниток та тканини для рукоділля.

13.02.2007 — Президентський фонд Леоніда Кучми «Україна» в рамках проекту «Сільські бібліотеки» поповнив книжкові фонди сільських бібліотек Дніпропетровської, Донецької та Полтавської областей.

06.03.2007 — у Президентському фонді Леоніда Кучми «Україна» відбулася презентація подвійного альбому гурту САД «Доле, де ти?! Живий звук», що являє собою запис концерту у Центральному Будинку Офіцерів (16 березня 2006 р.), присвяченого пам'яті Тараса Шевченка.

17.04.2007 — Стипендіат Фонду «Україна», наймолодший гросмейстер світу Сергій Карякін став переможцем чемпіонату Європи з бліцу, що відбувся 15 квітня у м. Дрезден (Німеччина).
07.05.2007 — 6 травня розпочався цикл концертів «Музичні зустрічі», присвячений 40-річчю Народної хорової капели «Дзвіночок» Київського Палацу дітей та юнацтва. Благодійну допомогу на проведення фестивалю надав Президентський фонд Леоніда Кучми «Україна».

08.05.2007 Президентський фонд Леоніда Кучми «Україна» в рамках проекту «Сільські бібліотеки» поповнив книжковий фонд Смолянської сільської бібліотеки на Чернігівщині.

08.05.2007 — Президентський фонд Леоніда Кучми «Україна» з нагоди Дня Перемоги подарував Фонду соціального захисту ветеранів Великої Вітчизняної війни книги «Советский солдат». Трилогію Олександра Сизоненка видано за сприяння Фонду «Україна».

31.05.2007— Президентський фонд Леоніда Кучми визнано «Найкращим партнером року» Київського Палацу дітей та юнацтва у конкурсі «Кришталеве яблуко».

14.06.2007— Президентський фонд Леоніда Кучми «Україна» надав благодійну допомогу Гадяцькому спеціальному дитячому будинку для дітей сиріт та позбавлених батьківського піклування у придбанні близько 500 примірників художньої та навчальної літератури для дітей віком від 3-х до 8-ми років, методичної, педагогічної та медичної літератури для дошкільних установ.

03.07.2007 — підбито підсумки Першого Всеукраїнського фестивалю творчості людей з обмеженими можливостями «Диканські вечори». Найкращим у номінації «Поетична творчість» визнано стипендіата Президентського фонду Леоніда Кучми «Україна» Федора Тарасенка.

23.08.2007 — Президентський фонд Леоніда Кучми «Україна» передав у фонд Національної бібліотеки України імені В. І. Вернадського книги Леоніда Кучми «После майдана» і «Своїм шляхом. Роздуми про економічні реформи в Україні». Незабаром ці видання будуть відображені у електронному каталозі та на сайті Бібліотеки, а також розповсюджені серед головних бібліотек України і за кордоном.

30.10.2007 — у Будинку актора відбувся концерт стипендіатки Президентського фонду Леоніда Кучми «Україна», піаністки Алевтини Добіної.

13.11.2007 — Стипендіат Президентського фонду Леоніда Кучми «Україна» шахіст Сергій Карякін виступив за чоловічу збірну України на командному чемпіонаті Європи, що відбувся на о. Крит з 27 жовтня до 7 листопада.

21.11.2007 — Президентський фонд Леоніда Кучми «Україна» в рамках проекту «Сільські бібліотеки» поповнив книжковий фонд Яхниківської спеціальної загальноосвітньої школи-інтернату, що розташована у Гадяцькому районі Полтавської області.

19.12.2007 — З нагоди Дня Святого Миколая Президентським фондом Леоніда Кучми «Україна» спільно з видавництвом «Початкова школа» здійснено благодійну акцію «Книжковий Миколай».

25.01.2008 — стипендіат Президентського фонду Леоніда Кучми «Україна», володар гранту Президента України, лауреат премії Кабінету Міністрів України, донецький художник Артур Озеров взяв участь у Всеукраїнському форумі «Молодь єднає Україну», організованому Міністерством України у справах сім'ї, молоді та спорту до Дня соборності України.

22.02.2008 — у Президентському фонді Леоніда Кучми «Україна» відкрилася виставка картин обдарованих дітей Києва «Нескінченне полотно творчості».

02.06.2008 — До Міжнародного дня захисту дітей за сприяння Президентського фонду Леоніда Кучми «Україна» у Національному палаці «Україна» відбувся благодійний концерт.

13.11.2008 — у Фонді «Україна» в рамках програми «Обдаровані діти» Леонід Кучма вручив юному обдарованому художникові з м. Ялти Андрію Вдовенку іменний грант на суму 10 800 гривень.

12.12.2008 — Президентський фонд Леоніда Кучми «Україна» з нагоди Дня благодійництва спільно з видавництвом «Україна» здійснив добродійну акцію. Видавництво «Україна» з нагоди 5-річчя Фонду «Україна» подарувало йому книги «Михайло Грушевський».

19.11.2008 — За сприяння Президентського фонду Леоніда Кучми «Україна» команда учнів Українського фізико-математичного ліцею Київського національного університету імені Тараса Шевченка візьме участь у XVII Всеукраїнському турнірі юних фізиків та XI Всеукраїнському відкритому турнірі юних винахідників і раціоналізаторів.

20.11.2008 — з нагоди Всесвітнього дня дітей Президентський фонд Леоніда Кучми «Україна» поповнив книжкові фонди сільських книгозбірень Борзнянської (Чернігівська обл.) та Шосткинської (Сумська обл.) централізованих бібліотечних систем.

08.12.2008 — За сприяння Президентського фонду Леоніда Кучми «Україна» з 24 до 29 листопада 2008 року у м. Мукачево Український фізико-математичний ліцей при Київському національному університеті імені Тараса Шевченка взяв участь у Всеукраїнському турнірі юних фізиків.

30.01.2009 — У приміщенні Фонду Леоніда Кучми відкрилася персональна виставка талановитої художниці з Дніпропетровщини Юлії Демченко. Роботи 20-річної дівчини вже порівнюють з картинами Марії Приймаченко, Катерини Білокур та петриківськими розписами. Останнє її досягнення — перемога в міжнародному конкурсі в Канаді.

11.03.2009 — У Києві презентували нову книгу Івана Дзюби «Спогади і роздуми на фінішній прямій». Презентація мемуарів, що вийшли у видавництві «Криниця», відбулася у Президентському фонді Леоніда Кучми «Україна», завдяки фінансовій підтримці якого видання й побачило світ.

09.09.2009 — В Києві відкрилася виставка «Новгород-Сіверський очима дітей», стипендіатів фонду Леоніда Кучми.

28.10.2009 — У Державному музеї книги і друкарства пройшла виставка стипендіатів фонду «Україна».

04.03.2010 — Започаткована акція з ушанування геніального українського художника і поета Тараса Григоровича Шевченка.

13.04.2010 — Організатори 50-го Міжнародного фестивалю духовної музики, який завершився 11 квітня у Анконі (Ватикан), надіслали голові правління Фонду «Україна» Леонідові Кучмі подяку за сприяння молодіжному хору «Світич», який успішно виступив на фестивалі.

25.05.2010 — У Президентському фонді представили книгу академіка Петра Толочка «Давньоруська народність». Видання здійснено на кошти та за сприяння Фонду.

27.10.2010 — 27 жовтня за сприяння Президентського Фонду Леоніда Кучми у Музеї книги і друкарства України відкрився фестиваль «Азбукове королівство магів і янголів», який триватиме до 31 жовтня.

25.12.2010 — Різдвяні подарунки від Благодійної організації Президентський Фонд Леоніда Кучми «Україна» отримали читачі Доманівського району Миколаївської області.
13.01.2011 — У Президентському фонді «Україна» Леонід Кучма зустрівся з обдарованими молодимимузикантами.

15.03.2011 — З 12 до 25 березня у Данії триває персональна виставка робіт юного художника із Вінниці, стипендіата Благодійної організації «Президентський фонд Леоніда Кучми „Україна“» Анатолія Гайструка.

08.06.2011 — Стипендіат Президентського фонду Леоніда Кучми «Україна» — Молодіжний хор «Світич» Ніжинського державного університету імені Миколи Гоголя — здобув чергову переконливу перемогу на ІІ Всеукраїнському фестивалі — конкурсі хорового мистецтва, присвяченому 20-річчю незалежності України.

03.11.2011 — У приміщенні благодійної організації "Президентський фонд Леоніда Кучми «Україна» відбулася презентація книги академіка Петра Толочко «Ярослав Мудрий».

18.12.2011 — в Національному культурному центрі України в Москві відкрилася персональна виставка стипендіаток Президентського фонду Леоніда Кучми «Україна» Софійки Мартусенко і Марго Ткачук «Різдвяна казка».

19.12.2011 — Традиційно до Дня Святого Миколая Президентський фонд Леоніда Кучми «Україна» проводить книжкову акцію
Це далеко неповний перелік діяльності Фонду.

## Партнери Фонду
- Музей книги і друкарства України  [Архівовано 20 вересня 2008 у Wayback Machine.]
- Музей українського народного декоративного мистецтва  [Архівовано 23 березня 2022 у Wayback Machine.]
- Національна бібліотека України ім. В. І. Вернадського
- Національна радіокомпанія України  [Архівовано 8 грудня 2021 у Wayback Machine.]
- Національна парламентська бібліотека України  [Архівовано 23 березня 2022 у Wayback Machine.]
- Інститут україніки  [Архівовано 26 грудня 2011 у Wayback Machine.]
- Український фізико-математичний ліцей Київського університету ім.. Тараса Шевченка  [Архівовано 6 березня 2019 у Wayback Machine.]
- Міжнародний фестиваль музики Астора П′яццоли
- Київський палац дітей та юнацтва  [Архівовано 24 грудня 2011 у Wayback Machine.]
- Український видавничий портал «Хто є хто»  [Архівовано 4 січня 2012 у Wayback Machine.]
- Видавництво «Грані Т»
- Видавництво «Школяр»  [Архівовано 23 березня 2022 у Wayback Machine.]
- Видавництво «Веселка»  [Архівовано 25 січня 2022 у Wayback Machine.]
- Видавництво «Либідь»  [Архівовано 24 березня 2022 у Wayback Machine.]
- Видавництво «Пульсари»  [Архівовано 12 травня 2012 у Wayback Machine.]
- Видавництво «Корбуш»  [Архівовано 7 грудня 2017 у Wayback Machine.]
- Видавничий дім «Андрій»  [Архівовано 18 січня 2020 у Wayback Machine.]
- Видавництво «Літера» [36]